# Traudl Treichl
Traudl Treichl, nemška alpska smučarka, * 12. marec 1950, Lenggries.
Nastopila je na Olimpijskih igrah 1972, kjer je dosegla deveto mesto v veleslalomu in trinajsto v smuku. Na Svetovnem prvenstvu 1974 je osvojila srebrno medaljo v veleslalomu. V svetovnem pokalu je tekmovala šest sezon med letoma 1969 in 1974 ter dosegla tri uvrstitve na stopničke. V skupnem seštevku svetovnega pokala je bila najvišje na dvanajstem mestu leta 1974.